# Diplostichus janitrix
Diplostichus janitrix är en tvåvingeart som först beskrevs av Hartig 1838.  Diplostichus janitrix ingår i släktet Diplostichus, och familjen parasitflugor. Arten är reproducerande i Sverige.